# Trachelas anomalus
Espèce
Synonymes
- Clubiona anomala Taczanowski, 1874

Trachelas anomalus est une espèce d'araignées aranéomorphes de la famille des Trachelidae.

## Distribution
Cette espèce est endémique de Guyane.

## Description
Le mâle holotype mesure 6 mm.

## Publication originale
- Taczanowski, 1874 : Les aranéides de la Guyane française. Horae Societatis entomologicae Rossicae, vol. 10, p. 56-115 (texte intégral).